# Romeji
Rimljani ali Romeji (Grško: Ῥωμαῖοι) je izraz s katerim so se narodnostno identificirali grško govoreči prebivalci vzhodnorimskega imperija, danes znani tudi kot Bizantinci, to oznako so dobili v 19. stoletju s strani tujih zgodovinarjev. Identificirali so se tudi kot Grki (Grško: Γραικοῖ) ali Heleni (Grško: Έλληνες), vendar je bilo to redko. Čeprav so se zavedali svojega Grškega porekla, se je večina Grkov vse do 19. stoletja pogosteje izražala za Rimljane (Romeje), ta izraz in "dvojna identiteta" je v rabi še danes.
Družbena struktura vzhodnorimske družbe je temeljila na agrarni bazi, ki je preskrbovala večje urbane centre, in hkrati služila kot obrambni obroč, saj so kmetje bili tudi stratioti (vojaško obvezni državljani). Kmetje, ki so bili svobodni in niso imeli fevdalnih obveznosti, a zgolj državljanske obveznosti do države, so živeli v treh tipih podeželskih naselij: horion (vas), agridion (zaselek), in proasteion (podeželska vila). Kmečko prebivalstvo v državi je bilo dobro preskrbljeno in ni prihajalo do uporov, kot v zahodni Evropi. Iz vrst kmečkega prebivalstva so v vzhodnorimskem imperiju urili vojake, ki so bili deležni rednega urjenja in osnovne vojaške opreme s strani države (lokov s puščicami, vojaških mečev in oklepa). Oboroženi in izurjeni kmetje so predstavljali prvo linijo obrambe v primeru tujega napada na državo. Elitno udarno vojsko za napad, ali tagmo so urili iz vrst mestnega prebivalstva in izbranih vojakov, ki so se dokazali na bojnem polju ali v tekmovanjih.
Do 12. stoletja je bila izobrazba v imperiju na višji stopnji, kot v državah zahodne Evrope, še posebej so Romeji izstopali po dobrem sistemu osnovne izobrazbe, saj je bil skoraj vsak prebivalec vzhodnorimskega imperija osnovno izobražen in pismen, kar je bila v srednjeveškem svetu velika redkost. To je bil eden od razlogov, zakaj so bili vzhodnorimski trgovci najuspešnejši v evropskem prostoru. Kljub konkurenci, ki so jo predstavljali italijanski, predvsem beneški trgovci, so vzhodnorimski vse do padca Carigrada ostali vodilni v večjem delu Sredozemlja.
Duhovščina je igrala pomembno vlogo v državi. Duhovniki, ki so imeli več svobode kot njihovi zahodni pobratimi, saj so se lahko poročali in ustvarili družino, so imeli velik ugled v družbi, podobno kot antični svečeniki. V vzhodnorimskem imperiju je bila posvetna (cesarska) oblast višje od cerkvene oblasti patriarha, a so cerkev kot vir duhovnega znanja zelo cenili in spoštovali v družbi. Čeprav so civilne funkcije opravljali uradniki (ali dignitati), in je bil posvetni pogled na civilno ureditev družbe zelo prisoten, pa je duhovnik veljal za avtoriteto, ki je pogosto imela zadnjo besedo pred pomembno družbeno odločitvijo.
Vse od začetka je bil jezik v vzhodnorimski državi Grščina, ki je bila eden od uradnih jezikov tudi v času enotnega rimskega imperija. Jezik administracije in uradov je bil od 4. do 7. stoletja Latinščina. Grščina je zamenjala Latinščino v administraciji cesarstva v času vladavine Flavija Heraklija (vladal 610 - 641).
Diplomatski odnosi med (vzhodnim) rimskim imperijem in kraljestvi zahodne Evrope so se skozi stoletja vedno bolj slabšali. Glavni vzrok za trenja je bilo nestrinjanje zahodnoevropskih držav s tem, da je vzhodnorimski imperij res rimski imperij; ob enem pa poniževanje novih kraljestev s strani rimske države kot "barbarov" in sebi neenakih. "Barbari", ki so uničili zahodni rimski imperij in prevzeli oblast nad Rimom, so svoji oblasti prilagodili tudi rimskega patriarha (papeža). Od l. 1054 je postal razkol med vzhodom in zahodom še bolj stopnjevan, saj so se nova zahodnoevropska kraljestva odrekla skupni cerkveni oblasti vzhodnega rimskega imperija; katoliška cerkev se je s sedežem v Rimu ločila od do tedaj skupnega krščanstva s petimi patriarhalnimi sedeži.